# María Ruiz Trapero
María Ruiz Trapero (Madrid, 26 de marzo de 1931 - Madrid, 23 de febrero de 2015) fue una profesora e investigadora española especializada en numismática e historiografía. Fue profesora en la Facultad de Geografía e Historia de la Universidad Complutense de Madrid, donde ocupó distintos cargos académicos.

## Biografía
De vocación docente temprana, con 23 años se incorporó a la universidad en la sección de Historia de la antigua Facultad de Filosofía y Letras, como Ayudante de clases prácticas de Epigrafía y Numismática. En estos años trabajó bajo la dirección del profesor Joaquín María de Navascués, su maestro y guía científico.
En el curso 1957-58 fue nombrada Ayudante de clases prácticas de la asignatura Historia Universal de la Edad Media, colaborando con el profesor Angel Ferrari.
Desde 1959 fue profesora de español en el Curso de Extranjeros de la Universidad de Nueva York en la Facultad de Filosofía y Letras. Impartía clases de español, España actual y arte español.
El 17 de marzo de 1961 fue nombrada Ayudante Preparador de Excursiones Científicas.
El 13 de junio de 1961 defiende su tesis doctoral con el título "Las acuñaciones hispano-romanas de Calagurris", dirigida por el profesor Navascués. Obtuvo la calificación de sobresaliente cum laude y Premio Extraordinario de doctorado.
Hasta 1964-65 simultaneó las dos especialidades: la numismática y epigrafía por un lado, y la Historia Universal de la Edad Media por otro. En este curso fue nombrada Profesora Adjunta Provisional de la plaza de Historia Universal de la Edad Media, sin dejar por ello la docencia de la epigrafía y numismática.
En mayo de 1967 supera el Concurso-Oposición que la convierte en Profesora Adjunta en Propiedad de la asignatura epigrafía y numismática, abandonando entonces la docencia de la historia universal.
En junio de 1968 es nombrada Profesora Agregada Provisional de epigrafía y numismática, superando esta oposición en octubre de 1969.
En junio de 1975, tras otro Concurso-Oposición, tomó posesión de la Cátedra de Epigrafía y Numismática de la Universidad Complutense de Madrid, que había dejado vacante por jubilación el profesor Navascués. En este puesto permaneció hasta el día de su jubilación, el 30 de septiembre de 2001. Continuó unos años más como Profesora Emérita.

## Cargos académicos

### En la Universidad Complutense de Madrid
Desde el curso 1966-67 fue Secretaria del Departamento de Paleografía y Diplomática. En octubre de 1971 fue nombrada Coordinadora de la Sección de Historia de la Facultad de Filosofía y Letras para la creación de la actual Facultad de Geografía e Historia.
De 1972 a 1975 fue Coordinadora de la Sección de Historia y Geografía, cargo que dejó para ser nombrada Vicedecana de la nueva Facultad.
Fue representante de la Universidad en el Ministerio de Educación para la elaboración de planes de estudio. Además, entre 1975 y 1978, ocupó los siguientes cargos: Presidente de la Subcomisión de Investigación Científica de la Universidad Complutense de Madrid, Presidente de la Comisión de Contratación de Profesorado de la Facultad, Vocal del Jurado Nacional de Selección de Becas de Colaboración y del de Premios a los mejores becarios en el INAPE, Directora delegada de los Cursos para Extranjeros de las Facultades de Filología, Geografía e Historia, Filosofía y Ciencias de la Educación, presidenta del Comité Científico del Máster de Museología de la UCM, directora Delegada de los Programas de Universidades Reunidas Americanas en las mismas facultades y Vocal de la UCM para la adjudicación de Premios Culturales del Ayuntamiento de Madrid.
En 1978 fue nombrada decana de la Facultad de Geografía e Historia, primera mujer en ocupar dicho cargo, que conservó hasta junio de 1981. En esos años, fue además Presidente de la Subcomisión de Estudio para la Reforma de la Universidad y representante de la Facultad de Geografía e Historia en la Junta Nacional de Adscripción de Adjuntos.
En julio de 1983 fue nombrada directora del Departamento de Epigrafía y Paleografía, donde permaneció hasta su jubilación.
Con su trabajo y tesón logró que las Ciencias y Técnicas Historiográficas (epigrafía, numismática, paleografía y diplomática) tuvieran una presencia importante en los planes de estudio de diversas licenciaturas de Historia, Historia del Arte y Filología, incluyéndolas también en la nueva Escuela Universitaria de Biblioteconomía y Documentación. Actualmente están en los planes de estudio de grado y máster de la Facultad de Ciencias de la Documentación.
Entre 1984 y 2004 fue miembro de la Junta de Gobierno y del Claustro de la Universidad Complutense.

### En otras instituciones
- Patrona de la Fundación Real Casa de la Moneda
- Patrona vitalicia del Museo Camón Aznar
- Representante de España en la Mesa del Parlamento Europeo para la selección de los diseños nacionales de la moneda Euro
- Vocal del Consejo de Universidades de la Comunidad Autónoma de Madrid
- Directora del Instituto Antonio Agustín de Numismática del CSIC
- Presidenta de Honor de la Asociación Numismática Española
- Directora Científica para el estudio, investigación y catalogación de las Colecciones de las Medallas y Monedas existentes en el Medallero del Patrimonio Nacional
- Patrona de la Fundación Universitaria Española, Directora del Seminario de Historia "Cisneros" y de su revista "Cuadernos de investigación histórica".
- Perteneció a la Real Academia de Doctores de España, donde ingresó con un discurso titulado "La moneda: documento histórico al servicio del poder político y de la sociedad".
- Representante numismática del Congreso Internacional sobre el IV Centenario de la muerte de Felipe II (Lisboa, 1998)
- Comisaria Numismática en las exposiciones celebradas en España y en Portugal sobre «El Centenario del Tratado de Tordesillas y su época»
- Miembro del Comité de Honor del X Congreso Nacional de Numismática y Ponente sobre «Aportación española a la Moneda de la Unión Europea: presente y futuro»
- Miembro Consejo Escolar de la Comunidad de Madrid, donde formó parte de su Comisión Permanente y fue Vicepresidenta del mismo.

## Reconocimientos
- En 1994 la UCM le concedió la Medalla de Servicios Prestados, además de la Medalla de Honor.
- Medalla de bronce de la Universidad CEU-San Pablo por los servicios prestados.
- Medalla con distintivo blanco de las Fuerzas Armadas

## Investigación y obra
La escritura fue la principal línea de investigación en su actividad epigráfica. Contemplaba la existencia de una única escritura latina con diferentes tipos de ejecución, hablando de escritura de ductus artificial, ductus natural y cursiva o común.
En el campo de la Numismática, además de su Tesis Doctoral sobre Calagurris, consideraba la moneda como una fuente histórica primordial. Definió a la Numismática como Ciencia histórica independiente, con objeto y finalidad propias. Sus principales líneas de investigación fueron la moneda visigoda, las de la época de los Reyes Católicos en relación con el paso del estado medieval al estado moderno, la Moneda de Indias como reflejo de una realidad específica y la evolución monetaria de la moneda castellana desde época de Carlos I a la de Carlos III.
Algunos de sus principales trabajos son: “Las Monedas de oro de Enrique IV del Museo Arqueológico Nacional” en Numario Hispánico X-19/20 (1961); "Las Monedas Hispánicas del Museo Arqueológico Nacional", en colaboración con el Prof. Navascués, Barcelona 1969- 71; “Juan II de Castilla en la Real Academia de la Historia: sus Doblas de la Banda” en Boletín de la Real Academia de la Historia, CLXIX (1972); “Las emisiones monetarias de la Regencia de la Reina Mª Cristina de Habsburgo-Lorena” en el Centenario del Código Civil, Alicante,1989; “La Moneda circulante en época de Carlos III” en Carlos III y la Casa de la Moneda, Madrid, 1989; “El sistema métrico decimal: estado actual de la cuestión” en Coloquio internacional Carlos III y su siglo, Madrid, 1990; “Panorama Numismático en la Europa de la Reforma” en Cuadernos de Investigación Histórica n.º 13 (1990); “La Moneda visigoda” en el tomo III de la Historia de España de Menéndez Pidal, Madrid, 1991; “La Moneda Europea” en Revista Crítica n.º 810 (1993); “Presencia de la Moneda de los Reyes Católicos en la formación del Estado Moderno” en IX Congreso Nacional de Numismática, Elche, 1994; “Las Monedas castellanas de la época del Tratado de Tordesillas” en el Testamento de Adán, 1994; “La importancia de la moneda en el Tratado de Tordesillas” en el Tratado de Tordesillas y su época, 1995; “Panorama de la Monarquía Española en la Moneda de Castilla y los territorios del Atlántico europeo a finales del siglo XVI: antecedentes e influencias” en las Sociedades ibéricas y el mar a finales del siglo XVI, 1999; “Ciudades y circulación monetaria: la moneda de Felipe II” en Felipe II y las ciudades de la monarquía, Madrid, 2000; "Las Monedas Hispánicas del Instituto Valencia de Don Juan", Madrid 2000; "Las monedas de sistema griego y romano del Instituto Valencia de don Juan", Madrid 2007, etc.